# ويليام إس. جيمس
ويليام إس. جيمس (بالإنجليزية: William S. James)‏ هو سياسي أمريكي، ولد في 14 فبراير 1914، وتوفي في 17 أبريل 1993.